# Cunoaștere (Star Trek: Voyager)
„Cunoaștere” (titlu original: „Twisted”, cu sensul de Răsucit) este al 6-lea episod din al doilea sezon al serialului TV american SF Star Trek: Voyager. A avut premiera la 2 octombrie 1995 pe canalul UPN.

## Prezentare
O regiune a spațiului distorsionează interiorul navei Voyager.

## Rezumat
Voyager întâlnește un câmp energetic ciudat în timpul unei petreceri surpriză pe holopunte pentru a doua aniversare a lui Kes. Mulți membri ai echipajului sunt la petrecere, inclusiv căpitanul Janeway și Doctorul. În cele din urmă, nava se blochează în acest câmp, provocând eșecul sistemului de comunicații interne de la bordul navei Voyager. În imposibilitatea de a comunica cu Tuvok, care este căpitan în funcție în timpul petrecerii, echipajul încearcă să se întoarcă la posturile lor. Cu toate acestea, aspectul navei s-a schimbat în mod misterios și nu reușesc să-și găsească drumul. În cele din urmă, echipajul ajunge să fie separat și pierdut fără speranță pe coridoarele transformate în labirinturi. Între timp, Doctorul devine incapabil să se întoarcă la infirmerie și este urmărit de îndrăgostita holograma Sandrine, în timp ce Neelix este din nou gelos pe relația dintre Tom Paris cu Kes.
Echipajul, inclusiv Tuvok, care a părăsit puntea de comandă și s-a pierdut în mod similar, toți ajung pe holopunte. Se reorganizează în încercarea de a ajunge la zonele cruciale ale navei, cum ar fi sala motoarelor și puntea de comandă; B'Elanna și Paris au reușit să ajungă în sala motoarelor, dar când încearcă să se transporte pe puntea de comandă, ajung tot pe holopunte. Între timp, Janeway delirează după ce a intrat în contact direct cu câmpul energetic, care pătrunde din ce în ce mai mult în navă, și este dusă pe holopunte de Harry Kim în speranța că Doctorul o poate ajuta.
B'Elanna se reîntoarce în sala motoarelor și încearcă să oprească câmpul cu o explozie controlată de energie pe toată nava, dar acest lucru face ca nava să fie învelită și răsucită de câmp cu o viteză accelerată. Având holopuntea ca ultim refugiu, echipajul se adună acolo, iar Tuvok sugerează că cel mai logic mod de acțiune este să nu faci nimic, deoarece orice încercare de a opri câmpul nu a făcut decât să înrăutățească situația și până acum nu s-au găsit dovezi că acest câmp este fatal. Echipajul rămas procedează după cum a sugerat Tuvok și nici echipajul, nici nava nu pățesc nimic la trecerea prin câmp. Janeway își revine complet și presupune că acest câmp energetic a fost cumva conștient de sine și a încercat să comunice cu ei - iar teoria ei este susținută de faptul că întreaga memorie a navei a fost descărcată și alte 20 de milioane de gigaquad de date au fost încărcate pe computerul navei Voyager.

## Actori ocazionali
- Larry Hankin - Gaunt Gary
- Judy Geeson - Sandrine
- Tom Virtue - Walter Baxter
- Terry Correll - Crewman

## Producție
Scenariul episodului a fost rescris de mai multe ori înainte de a fi filmat și pentru un timp au existat zvonuri că ar fi fost atât de prost scris încât nu va fi difuzat, bazat în mare parte pe comentariile pe care Robert Picardo le-a făcut la mai multe convenții ale fanilor. Inițial, episodul s-a micșorat ca durată în mod semnificativ și mai multe scene au trebuit inventate pentru a-i prelungi durata, cel mai semnificativ fiind intriga secundară în care Doctorul este urmărit de Sandrine. Scenaristul Michael Piller a continuat să-și exprime critica privind intriga secundară a lui Neelix în acest episod; el a simțit că personajul nu ar trebui să fie prezentat în mod constant ca un „bufon” și a încercat să corecteze problemele pe care le-a văzut și să le rezolve în următorul episod, „Parturiție”. Recenzorii Lance Parkin și Mark Jones s-au plâns că uriașa bancă de date de 20 de milioane de gigaquad nu a fost niciodată explicată sau menționată din nou, ducând la frustrare cu privire la motivul pentru care a mai fost menționată vreodată.
În 2018, pe TV.com episodul „Cunoaștere” a avut un rating de 7,9/10 pe baza a 179 de voturi. A avut un indice Nielsen de 5,6 puncte când a fost difuzat în 1995. În 2019, Den of Geek a inclus acest episod într-un ghid de vizionare excesivă care a inclus o foaie de parcurs a episoadelor, care, deși nu obțineau de obicei ratinguri ridicate, erau totuși distractive.
Un vot din 1995 al fanilor unui ziar a nominalizat acest episod ca fiind cel mai prost din serialul Star Trek: Voyager de până atunci.

## Vezi și
- „Și el construi o casă în dungă, o casă în dungă” povestire de Robert A. Heinlein despre o casă sub forma plasei desfășurate a unei prisme cubice (tesseract) - subiect similar